# ويليام آرثر جونسون
ويليام آرثر جونسون هو أحيائي كندي، ولد في 1816، وتوفي في 1880.